# Arçac de Velai
Arsac-en-Velay és un municipi francès situat al departament de l'Alt Loira i a la regió d'Alvèrnia-Roine-Alps. L'any 2007 tenia 1.078 habitants.

## Demografia

### Població
El 2007 la població de fet d'Arsac-en-Velay era de 1.078 persones. Hi havia 412 famílies de les quals 68 eren unipersonals (32 homes vivint sols i 36 dones vivint soles), 150 parelles sense fills, 162 parelles amb fills i 32 famílies monoparentals amb fills.
La població ha evolucionat segons el següent gràfic:
Habitants censats

### Habitatges
El 2007 hi havia 512 habitatges, 416 eren l'habitatge principal de la família, 57 eren segones residències i 39 estaven desocupats. 493 eren cases i 19 eren apartaments. Dels 416 habitatges principals, 342 estaven ocupats pels seus propietaris, 59 estaven llogats i ocupats pels llogaters i 15 estaven cedits a títol gratuït; 4 tenien dues cambres, 36 en tenien tres, 125 en tenien quatre i 251 en tenien cinc o més. 372 habitatges disposaven pel capbaix d'una plaça de pàrquing. A 136 habitatges hi havia un automòbil i a 261 n'hi havia dos o més.

### Piràmide de població
La piràmide de població per edats i sexe el 2009 era:
| Homes | Edats   | Dones |
| ----- | ------- | ----- |
| 0     | 95 o +  | 0     |
| 4     | 90 a 94 | 4     |
| 4     | 85 a 89 | 8     |
| 4     | 80 a 84 | 4     |
| 16    | 75 a 79 | 8     |
| 20    | 70 a 74 | 16    |
| 12    | 65 a 69 | 32    |
| 12    | 60 a 64 | 12    |
| 56    | 55 a 59 | 20    |
| 32    | 50 a 54 | 44    |
| 48    | 45 a 49 | 44    |
| 28    | 40 a 44 | 44    |
| 28    | 35 a 39 | 40    |
| 28    | 30 a 34 | 24    |
| 20    | 25 a 29 | 32    |
| 20    | 20 a 24 | 20    |
| 24    | 15 a 19 | 24    |
| 56    | 10 a 14 | 32    |
| 12    | 5 a 9   | 36    |
| 24    | 0 a 4   | 20    |

## Economia
El 2007 la població en edat de treballar era de 719 persones, 541 eren actives i 178 eren inactives. De les 541 persones actives 511 estaven ocupades (270 homes i 241 dones) i 30 estaven aturades (10 homes i 20 dones). De les 178 persones inactives 81 estaven jubilades, 54 estaven estudiant i 43 estaven classificades com a «altres inactius».

### Ingressos
El 2009 a Arsac-en-Velay hi havia 439 unitats fiscals que integraven 1.174,5 persones, la mediana anual d'ingressos fiscals per persona era de 18.944 €.

### Activitats econòmiques
Dels 23 establiments que hi havia el 2007, 1 era d'una empresa alimentària, 12 d'empreses de construcció, 3 d'empreses de comerç i reparació d'automòbils, 2 d'empreses de transport, 1 d'una empresa d'hostatgeria i restauració, 1 d'una empresa financera i 3 d'empreses de serveis.
Dels 10 establiments de servei als particulars que hi havia el 2009, 1 era un taller de reparació d'automòbils i de material agrícola, 2 paletes, 2 fusteries, 2 lampisteries i 3 electricistes.
L'únic establiment comercial que hi havia el 2009 era una fleca.
L'any 2000 a Arsac-en-Velay hi havia 33 explotacions agrícoles que ocupaven un total de 1.292 hectàrees.

## Equipaments sanitaris i escolars
El 2009 hi havia 1 escola maternal i 1 escola elemental.

## Poblacions més properes
El següent diagrama mostra les poblacions més properes.